# Scandalo del calcio libanese del 2013
Con il nome scandalo del calcio libanese del 2013 si fa riferimento a serie di partite truccate della massima serie del campionato libanese di calcio, parte di un sistema corruttivo più ampio, oggetto di un'indagine globale da parte della FIFA. 
Molti giocatori sono stati giudicati colpevoli di essere stati corrotti dalle compagnie di scommesse al fine di soddisfare le richieste avanzate dagli allibratori circa i risultati di alcune partite dei campionati nazionali AFC e di competizioni internazionali. Ventiquattro giocatori sono stati puniti perché giudicati colpevoli a vario titolo: Ramez Dayoub e Mahmoud El Ali hanno ricevuto la punizione più severa, concretizzatasi nella radiazione dalle competizioni sportive professionistiche e in una multa di 15 000 dollari.

## Panoramica
Al fine di reprimere la piaga delle partite truccate in tutto il mondo, il massimo organo calcistico planetario, la FIFA, condusse un'indagine che interessò principalmente il calcio europeo, ma si allargò anche ad Africa, Sudamerica e Asia. Nel 2012 oltre 50 paesi, circa un quarto dei 209 membri sotto la giurisdizione della FIFA, furono messi sotto inchiesta. Il sospetto di uno scandalo nel calcio libanese iniziò a palesarsi alla fine del 2012, quando molti giocatori libanesi furono accusati di aver perso intenzionalmente partite della massima divisione del campionato libanese e di altri campionati asiatici. Lo scandalo non si limitò alle partite di campionato, ma riguardò anche partite internazionali. I giocatori furono avvicinati da grandi compagnie di scommesse e corrotti al fine di combinare il risultato dell'incontro o mettere la squadra avversaria in una posizione favorevole per vincere la partita.
Una volta scoppiato lo scandalo, la Federazione calcistica del Libano (LFA) iniziò a indagare sulle accuse mosse contro i calciatori libanesi. Il segretario generale della West Asian Football Federation (WAFF), Fadi Zreiqat, messo dall'LFA a capo delle indagini, che coinvolsero oltre 60 testimoni, concluse che sussistevano prove di una combine.

## Risultati dell'indagine e conseguenze
Lo scandalo libanese delle partite truccate emerse da un rapporto che condusse alla sospensione di 24 giocatori libanesi militanti in club nazionali, club asiatici e nella squadra nazionale libanese. Oltre ai 24 giocatori, in Libano furono coinvolti nello scandalo anche due arbitri. Poco dopo la diffusione delle conclusioni di Zreiqat, la Federazione calcistica del Libano (LFA) comminò ammende e sospensioni: 20 calciatori libanesi furono sospesi dall'attività professionistica per un anno e furono multati di 2 000 dollari, mentre 2 giocatori furono sospesi per 3 anni e furono multati di 7 000 dollari ciascuno. Questi 22 giocatori erano tesserati del campionato libanese o di altri campionati di pertinenza dell'AFC.
Le punizioni più severe furono inflitte a Ramez Dayoub e Mahmoud El Ali, ciascuno dei quali fu multato di 15 000 dollari e fu radiato a vita dalla pratica professionistica del calcio. Dayoub e El Ali avevano entrambi vestito la maglia della nazionale libanese di calcio e di varie squadre asiatiche di club e furono destinatari di un inasprimento di pena perché ritenuti responsabili di combine mentre rappresentavano il proprio paese nelle file della squadra nazionale. La coppia fu associata a vari episodi fraudolenti verificatisi durante un torneo svoltosi in Arabia Saudita e alla presunta combine in occasione di una partita tra Libano e Qatar valida per le qualificazioni AFC al campionato del mondo del 2014.
Nelle eliminatorie del campionato del mondo 2014, il Libano riuscì ad avanzare al quarto e ultimo turno delle qualificazioni AFC per la prima volta nella propria storia, ma, a causa dello scandalo, fu costretto a rinunciare a due giocatori chiave, vedendo pregiudicate significativamente le speranze di centrare una storica qualificazione al mondiale. Theo Bücker, commissario tecnico del Libano, aveva preso il controllo della nazionale della squadra nel 2011 e aveva saputo guidarla all'ultimo atto delle qualificazioni AFC alla rassegna in programma in Brasile dopo aver battuto, tra le altre, le quotate nazionali di Iran e Corea del Sud. In uno dei successivi incontri, quello perso contro il Qatar per 1-0, il giocatore libanese Dayoub effettuò un passaggio erroneo intercettato dall'attaccante qatariota Sebastián Soria, che riuscì a segnare beneficiando dello svarione dell'avversario. Alla luce dell'inchiesta, il commissario tecnico tedesco tornò a commentare l'episodio dichiarando: "Stavamo facendo vedere qualche azione, poi improvvisamente un giocatore (del Qatar, ndr) si è ritrovato palla al piede in una situazione di uno contro uno e si ha la sensazione che qualcosa non andasse. Il ragazzo (Dayoub, ndr) sembrava paralizzato o qualcosa del genere. Non mi sono mai capacitato dell'idea che qualcuno abbia potuto vendere non semplicemente una partita, ma il proprio paese".
Subito dopo le condanne da parte dell'LFA nei confronti dei giocatori coinvolti nello scandalo, la FIFA inviò una lettera in cui elogiò l'operato della federazione in risposta alle indagini avviate dalla stessa FIFA.

## Dettagli
Nel febbraio 2013, Ramez Dayoub si trovò al centro di una polemica dato che, malgrado il bando subito dalla Federazione calcistica del Libano, la sua squadra di club, il Selangor (India), voleva schierarlo per il match di Coppa dell'AFC contro Kingfisher East Bengal. Al termine dell'incontro, perso dal Selangor per 1-0 (gol di Lalrindika Ralte), Dayoub, il cui nome fu cancellato dalla distinta di gara pochi minuti prima dell'inizio della partita, dichiarò a Fox Sports "Non sono colpevole. Mi hanno sospeso e mi hanno accusato di partite truccate senza prove".
Altri due giocatori libanesi, Mohammad Jaafar del Nejmeh e Hadi Sahmarani dell'Ahed, furono banditi per tre stagioni e multati di 7 000 dollari dalla Federazione calcistica del Libano, mentre altri dieci giocatori dell'Ahed furono squalificati per un anno e multati di 2 000 ciascuno. Tra questi figuravano Akram Moghrabi, che militò nel Churchill Brothers nel campionato indiano 2012-2013, Ahmad Zreik e Hussein Dakik.
La Asian Football Confederation (AFC) ricevette la relazione di sintesi redatta dalla Federazione calcistica del Libano (LFA) sulle indagini e le azioni punitive nei confronti giocatori libanesi. L'AFC aveva anche chiesto alla LFA di fornire il rapporto completo delle indagini. L'LFA informò dunque l'All India Football Federation (AIFF) e le federazioni calcistiche della Malaysia e dell'Indonesia delle sanzioni inflitte ai giocatori libanesi militanti nei campionati di queste due federazioni.

## Sanzioni
Le sanzioni ai calciatori sono state divise in tre categorie:

### Categoria A

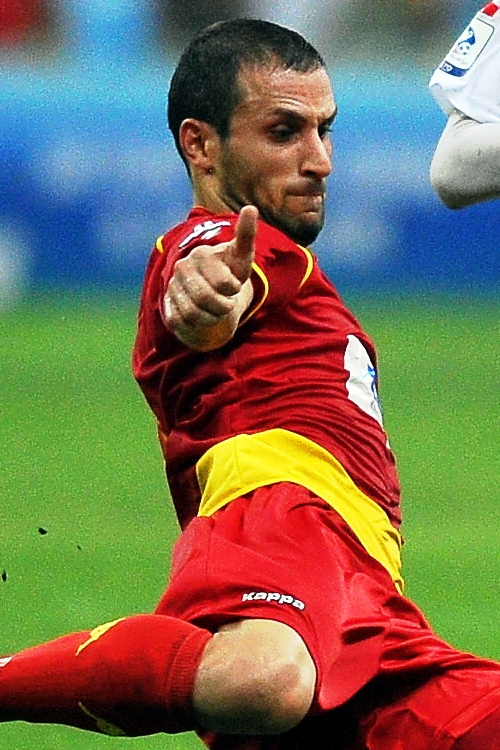
Ramez Dayoub con il Selangor nel 2012

Due giocatori sono stati condannati alla sospensione a vita dall'attività calcistica professionistica e a una multa di 15 000 dollari ciascuno:
- Mahmoud El Ali (Persiba Balikpapan)
- Ramez Dayoub (Selangor)

### Categoria B
Due giocatori sono stati condannati alla sospensione dall'attività calcistica professionistica di club per tre stagioni, alla sospensione a vita dalla squadra nazionale e a una multa di 7 000 dollari ciascuno:
- Mohamad Jaafar (Nejmeh)
- Hadi Sahmrani (Ahed)

### Categoria C
Venti giocatori sono stati condannati alla sospensione dall'attività calcistica professionistica di club per una stagione, alla sospensione a vita dalla squadra nazionale e a una multa di 2 000 dollari:
- Mohamad Abou Atik[11] (Ahed)
- Hassan Alawiyeh (Nejmeh)
- Tarek Ali (Ahed)
- Nazih Assaad (Nejmeh)
- Ali Bazzi (Ahed)
- Hussein Dakik (Ahed)
- Ali Faour (Ahed)
- Mohamad Hammoud (Ahed)
- Abbas Kanaan (Ahed)
- Hassan Mezher (Ahed)
- Akram Moghrabi (Churchill Brothers)
- Bashar El Mokdad (Safa)
- Omar Owaida (Safa)
- Issa Ramadan (Chabab Ghazieh)
- Ali Al Saadi (Safa)
- Hussein Sharifeh (Nejmeh)
- Ahmad Younes (Khoyol)
- Mohammad Baker Younes (Ahed)
- Samer Zeineddine (Nejmeh)
- Ahmad Zreik (Ahed)